# Peter Christian Neumann
Peter Christian Neumann (ur. 4 sierpnia 1937 w Pirnie, zm. 26 lipca 2005 w Dreźnie) – matematyk niemiecki, doktor, nauczyciel akademicki Uniwersytetu Technicznego w Dreźnie.

## Życiorys
Studiował matematykę na Uniwersytecie Technicznym w Dreźnie w latach 1955–1960. Pracował przez 42 lata – od 1 września 1960 do 31 sierpnia 2002 r. – na Uniwersytecie Technicznym w Dreźnie, ostatnio w Instytucie Stochastyki Matematycznej na Wydziale Matematyki. W ciągu wielu lat swojej pracy z wielkim poświęceniem i zaangażowaniem nadzorował pokolenia studentów. Poprzez swoją życzliwość i uczynność, był przez lata bardzo cenionym współpracownikiem.
Zmarł we śnie z 25 na 26 lipca 2005 r. Pozostawił żonę Gerlinde i dwóch synów. Został pochowany na cmentarzu Striesener Friedhof w Dreźnie.

## Dorobek naukowy i dydaktyczny
W 1966 obronił doktorat ,,Oszacowania spektralne stacjonarnych pól losowych". Promotorami doktoratu byli Paul Heinz Müller i Sagdy Hasanovich Sirashdinov.  Jest autorem licznych publikacji naukowych. W ramach „Stochastics Advisory Centre” pracował nad wieloma praktycznymi problemami, które przedstawiano do rozwiązania spoza uniwersytetu. Dr Neumann współpracował z szerokim gronem specjalistów spoza Niemiec. W latach 70. XX wieku przez rok przebywał na stażu w Instytucie Matematyki i Fizyki Teoretycznej Politechniki Wrocławskiej. Biegle posługiwał się angielskim, rosyjskim, polskim, czeskim i węgierskim. Po przejściu na emeryturę podją propozycję badań historycznych w ramach kontraktu honorowego związane z uzupełnieniem MGP. Raport z tych badań przedstawił Komisji Historycznej w styczniu 2005.